# Самарская битва
Самарская битва — сражение, состоявшееся в 1616 году между запорожскими казаками и крымскими татарами вблизи реки Самары.

## История
В 1616 году украинский гетман Пётр Конашевич-Сагайдачный после поражения турок на Днепре узнал, что крымские татары вторглись в пределы Украины и решился подстеречь их при возвращении оттуда.
Расположившись близ устья Конских вод, он получил известие, что крымцы перебираются через реку Самару (приток Днепра, ныне — Днепропетровская область) и на берегах её будут иметь ночлег. Подойдя ночью к их стану, казаки выстрелами разогнали табун татарских верховых коней и затем ударили лавой на ошеломлённых врагов, даже не успевших схватиться за оружие. Освобожденные казаками пленники помогали в истреблении татар, из которых ни один не остался в живых. Татарский табор со всей награбленной добычей достался победителям, которые наделили своих освобожденных земляков конями и оружием врага.